# Народное собрание Республики Абхазия
Наро́дное Собра́ние — Парла́мент Респу́блики Абха́зия (абх. Аҧсны Жәлар Реизара – Апарламент) — высший законодательный орган частично признанной Республики Абхазия. Однопалатный парламент, пришедший на смену Верховному Совету Республики Абхазия (Абхазской АССР/Абхазской ССР). Он состоит из 35 депутатов, избираемых на пять лет на основе всеобщего, равного и прямого избирательного права, посредством тайного голосования.
Депутатом может стать каждый гражданин Республики Абхазия, достигший 25 лет и обладающий избирательным правом. Депутат не может занимать должность Президента и вице-президента, быть членом правительства Абхазии, занимать официальные посты в государственном аппарате и в органах судебной власти, заниматься другой оплачиваемой деятельностью, кроме преподавательской, научной и иной творческой деятельности.
Депутаты парламента Абхазии не связаны императивным мандатом. Депутаты обладают неприкосновенностью.
Право законодательной инициативы в Парламенте Республики Абхазия принадлежит его депутатам, Президенту Республики Абхазия, Верховному Суду Республики Абхазия, Генеральному прокурору Республики Абхазия.
Очередные выборы состоялись 12 и 26 марта 2022 года.

## Функции
Парламент Республики Абхазия:
1. принимает Конституцию и законы Республики Абхазия;
2. принимает решения об административно-территориальных изменениях;
3. заслушивает послания Президента о положении в стране, об основных направлениях внутренней и внешней политики государства и её осуществлении;
4. рассматривает и утверждает государственный бюджет, осуществляет контроль за его исполнением;
5. принимает уголовное, уголовно-процессуальное, исправительно-трудовое, гражданское, гражданско-процессуальное, арбитражное и иное законодательство, законы по вопросам судоустройства и прокуратуры;
6. осуществляет толкование Конституции и законов Республики Абхазия;
7. устанавливает государственные награды, почётные и воинские звания Республики Абхазия;
8. ратифицирует и денонсирует межгосударственные договоры Республики Абхазия;
9. избирает Спикера Парламента Республики Абхазия и его заместителей;
10. назначает и освобождает по представлению Президента Генерального прокурора, Председателя Национального банка и других должностных лиц в соответствии с законом;
11. принимает решения об объявлении вотума недоверия отдельным членам Кабинета Министров;
12. выдвигает обвинения против Президента Республики Абхазия для отрешения его от должности;
13. объявляет амнистию;
14. решает вопросы объявления войны и заключения мира;
15. решает вопросы о неприкосновенности депутатов Парламента Республики Абхазия;
16. принимает решения о правомерности введения чрезвычайного и военного положения;
17. осуществляет иные полномочия, возложенные на него Конституцией и законами Республики Абхазия.

## Руководители парламента Абхазии
- Кобахия, Валериан Османович (1978—1990)
- Ардзинба, Владислав Григорьевич (1990—1994)
- Джинджолия, Сократ Рачевич — I и II созывы (1994—2002 (с 1996 г. Председатель Народного собрания Республики Абхазия))
- Ашуба, Нугзар Нуриевич — III и IV созывы (2002—2012)
- Бганба, Валерий Рамшухович — V созыв (2012—2017)
- Кварчия, Валерий Еремейович — VI созыв (2017—2022)
- Ашуба, Лаша Нугзарович — VII созыв (с 2022)

## Парламентские комитеты
В парламенте шестого созыва (2017—2022) — девять комитетов:
1. Комитет по государственно-правовой политике (председатель Валерий Агрба);
2. Комитет по бюджету, кредитным организациям, налогам и финансам (председатель Натали Смыр);
3. Комитет по экономической политике и реформам (председатель Александр Цишба);
4. Комитет по обороне и национальной безопасности (председатель Илья Гуния);
5. Комитет по социальной политике, труду, здравоохранению, демографии и делам ветеранов и инвалидов войны (председатель Алхас Джинджолия);
6. Комитет по образованию, науке, языковой политике, религии и делам СМИ (председатель Батал Айба);
7. Комитет по культуре, делам молодёжи и спорту (председатель Венори Бебия);
8. Комитет по международным, межпарламентским связям и связям с соотечественниками (председатель Дмитрий Ардзинба);
9. Комитет по аграрной политике, природным ресурсам и экологии (председатель Астамур Тарба).

В парламенте пятого созыва (2012—2017) работало восемь комитетов:
1. Комитет по правовой политике, государственному строительству и правам человека (председатель Валерий Агрба);
2. Комитет по бюджету, кредитным организациям, налогам и финансам (председатель Георгий Агрба);
3. Комитет по экономической политике, реформам и инновациям (председатель Гурам Барганджия);
4. Комитет по обороне и национальной безопасности (председатель Фазлибей Авидзба);
5. Комитет по социальной политике, труду и здравоохранению (председатель Аполлон Гургулия);
6. Комитет по образованию, науке, культуре, религии, делам молодёжи и спорту (председатель Ахра Бжания);
7. Комитет по международным, межпарламентским связям и связям с соотечественниками (председатель Юрий Зухба);
8. Комитет по аграрной политике, природным ресурсам и экологии (председатель Кан Кварчия).

## Результаты выборов 2012 года
По результатам выборов, состоявшихся 10 и 24 марта 2012, в Народное собрание вошли депутаты:
| Тур | Избирательный округ | Депутат Парламента             | Статус в Парламенте  | Примечания                                |  |
| --- | ------------------- | ------------------------------ | -------------------- | ----------------------------------------- |  |
|     |                     |                                |                      |                                           |  |
| 1   | Округ № 9           | Бганба Валерий Рамшухович      | спикер               |                                           |  |
| 1   | Округ № 12          | Косян Вагаршак Арамович        |                      |                                           |  |
| 1   | Округ № 14          | Барганджия Гурам Юрьевич       |                      | Партия «Единая Абхазия»                   |  |
| 1   | Округ № 18          | Пачулия Ахра Георгиевич        |                      |                                           |  |
| 1   | Округ № 19          | Авидзба Фазлибей Лизберович    |                      |                                           |  |
| 1   | Округ № 22          | Яйлян Роберт Айгазович         |                      |                                           |  |
| 1   | Округ № 23          | Харазия Саид Геннадиевич       |                      |                                           |  |
| 1   | Округ № 28          | Квициния Темур Паатович        |                      |                                           |  |
| 1   | Округ № 29          | Цвижба Отари Шотович           |                      |                                           |  |
| 1   | Округ № 30          | Хаджимба Раули Джумкович       | Президент Республики | Партия «Форум Народного Единства Абхазии» |  |
| 1   | Округ № 32          | Гамисония Эмма Алексеевна      |                      |                                           |  |
| 1   | Округ № 34          | Квициния Нодик Юрьевич         |                      |                                           |  |
| 1   | Округ № 35          | Убирия Бежан Михайлович        |                      |                                           |  |
| 2   | Округ № 2           | Кобахия Аслан Алексеевич       |                      | Партия «Форум Народного Единства Абхазии» |  |
| 2   | Округ № 3           | Цвинариа Беслан Константинович |                      |                                           |  |
| 2   | Округ № 4           | Агрба Валерий Владимирович     |                      |                                           |  |
| 2   | Округ № 5           | Бжания Ахра Юрьевич            |                      | общественная организация «Ахьаца»         |  |
| 2   | Округ № 6           | Миквабия Артур Артёмович       |                      | Премьер-министр Республики Абхазия        |  |
| 2   | Округ № 7           | Язычба Заур Гайдарович         |                      |                                           |  |
| 2   | Округ № 8           | Губаз Беслан Шутикович         |                      |                                           |  |
| 2   | Округ № 10          | Кокоскерия Анзор Херсонович    |                      |                                           |  |
| 2   | Округ № 11          | Гулия Темур Лесикович          |                      |                                           |  |
| 2   | Округ № 13          | Агрба Георгий Резикович        |                      |                                           |  |
| 2   | Округ № 15          | Сангулия Михаил Петрович       |                      |                                           |  |
| 2   | Округ № 16          | Чамагуа Леонид Михайлович      |                      |                                           |  |
| 2   | Округ № 17          | Гунба Дмитрий Георгиевич       |                      | Партия «Единая Абхазия»                   |  |
| 2   | Округ № 20          | Галустян Левон Миружанович     |                      |                                           |  |
| 2   | Округ № 24          | Харазия Адгур Рафетович        |                      | и. о. мэр г. Сухум                        |  |
| 2   | Округ № 25          | Зухба Юрий Зауриевич           |                      |                                           |  |
| 2   | Округ № 26          | Джапуа Алмас Северианович      |                      | экспертный фонд «Айнар»                   |  |
| 2   | Округ № 27          | Гургулия Даур Алмасханович     |                      | Партия «Форум Народного Единства Абхазии» |  |
| 2   | Округ № 31          | Кварчия Кан Валерьевич         |                      |                                           |  |
| 2   | Округ № 33          | Квеквескири Ахра Вячеславович  |                      | Партия «Единая Абхазия»                   |  |